# Methacholin
Methacholin ist ein Arzneistoff aus der Gruppe der Muskarinrezeptor-Agonisten. Methacholin wird in einem Lungen-Provokationstest, dem sogenannten Methacholintest verwendet, und spielt damit eine Rolle bei der Diagnose des Asthma bronchiale.

## Pharmakologische Eigenschaften
Methacholin wird langsamer durch Cholinesterasen abgebaut als Acetylcholin.

## Handelsnamen
Provocholine (USA, CDN), Provokit (D), Lindo (D), Nabit (D)